# Malakichthys barbatus
Malakichthys barbatus is een straalvinnige vissensoort uit de familie van acropomaden (Acropomatidae). De wetenschappelijke naam van de soort werd voor het eerst geldig gepubliceerd in 2001 door Yamanoue & Yoseda.